# Adrian Brunel
Pour les articles homonymes, voir Brunel.
Adrian Brunel est un réalisateur, scénariste, acteur, monteur et producteur britannique né le 4 septembre 1892 à Brighton (Royaume-Uni), mort le 18 février 1958 à Gerrards Cross (Royaume-Uni).

## Filmographie

### comme réalisateur
- 1917 : The Cost of a Kiss
- 1920 : Twice Two
- 1920 : The Temporary Lady
- 1920 : Five Pounds Reward
- 1920 : The Bump
- 1920 : Bookworms
- 1921 : Too Many Cooks
- 1923 : Yes, We Have No - !
- 1923 : Two-Chinned Chow
- 1923 : The Shimmy Sheik
- 1923 : The Man Without Desire
- 1924 : Sheer Trickery
- 1924 : The Pathetic Gazette
- 1924 : Lovers in Araby
- 1924 : Crossing the Great Sagrada
- 1925 : A Typical Budget
- 1925 : So This Is Jollygood
- 1925 : Cut It Out
- 1925 : The Blunderland of Big Game
- 1925 : Battling Bruisers
- 1927 : Après la guerre (Blighty)
- 1928 : The Constant Nymph
- 1928 : The Vortex
- 1929 : The Crooked Billet
- 1933 : Two Wives for Henry
- 1933 : Little Napoleon
- 1933 : The Laughter of Fools
- 1933 : I'm an Explosive
- 1933 : Follow the Lady
- 1933 : Taxi to Paradise
- 1934 : Menace
- 1934 : Important People
- 1934 : Badger's Green
- 1935 : Variety
- 1935 : Vanity
- 1935 : City of Beautiful Nonsense
- 1935 : Cross Currents
- 1935 : While Parents Sleep
- 1936 : Un baiser SVP
- 1936 : Prison Breaker
- 1936 : Love at Sea
- 1938 : Taras Bulba (The Rebel Son)
- 1939 : The Lion Has Wings
- 1940 : The Girl Who Forgot

### comme scénariste
- 1919 : The Usurper
- 1920 : The Temporary Lady
- 1920 : The Face at the Window
- 1920 : The Auction Mart
- 1921 : Too Many Cooks
- 1923 : Yes, We Have No - !
- 1923 : Two-Chinned Chow
- 1923 : The Shimmy Sheik
- 1924 : The Pathetic Gazette
- 1924 : Lovers in Araby
- 1924 : Detective Bonzo and the Black Hand Gang
- 1924 : Crossing the Great Sagrada
- 1925 : A Typical Budget
- 1925 : Topical Bonzette
- 1925 : So This Is Jollygood
- 1925 : Polar Bonzo
- 1925 : Cut It Out
- 1925 : The Blunderland of Big Game
- 1925 : Battling Bruisers
- 1927 : Land of Hope and Glory
- 1928 : The Constant Nymph
- 1930 : Elstree Calling
- 1933 : I'm an Explosive
- 1933 : Follow the Lady
- 1933 : Taxi to Paradise
- 1935 : Variety
- 1935 : Vanity
- 1935 : Cross Currents
- 1937 : Return of the Scarlet Pimpernel
- 1938 : Taras Bulba (The Rebel Son)
- 1939 : The Lion Has Wings

### comme acteur
- 1920 : The Face at the Window
- 1923 : The Man Without Desire : Reporter
- 1924 : The Pathetic Gazette
- 1924 : Lovers in Araby : Martin Carme
- 1924 : Crossing the Great Sagrada
- 1925 : A Typical Budget : M. Paquin de Poche
- 1925 : Cut It Out

### comme monteur
- 1923 : The Man Without Desire
- 1930 : Tembi

### comme producteur
- 1937 : Return of the Scarlet Pimpernel